# Tierra de Medina
Tierra de Medina est une comarque de la province de Valladolid, en Castille-et-León (Espagne). Sa population est estimée à 38 594 habitants en 2008.
Sa capitale est Medina del Campo.

## Municipalités
- Ataquines
- Bobadilla del Campo
- Brahojos de Medina
- El Campillo
- Carpio
- Cervillego de la Cruz
- Fuente el Sol
- Lomoviejo
- Medina del Campo
- Moraleja de las Panaderas
- Muriel (Castille-et-León)
- Nueva Villa de las Torres
- Pozal de Gallinas
- Pozaldez
- Ramiro
- Rubí de Bracamonte
- Salvador de Zapardiel
- San Pablo de la Moraleja
- San Vicente del Palacio
- Velascálvaro
- Villanueva de Duero
- Villaverde de Medina
- La Zarza